# Marais de Pousseau
Le marais de Pousseau est un ensemble de prairies humides s'étendant sur environ 149 hectares sur les communes de Royan et de Médis, en Charente-Maritime. 
Au contact tant de zones urbaines (sud du quartier Saint-Pierre et abords de la zone d'activité de Royan) que rurales ou semi-rurales (jardins maraîchers du quartier de Bernon) il doit son nom au hameau de Pousseau, sur la commune de Médis. Drainé par une série de canaux et de fossés, il est un conservatoire d'espèces animales et végétales rares, et constitue un des derniers marais urbains de la côte atlantique française. 
Une partie du marais a été aménagée et intégrée au parc Planet Exotica. Les visiteurs du parc peuvent ainsi, en saison, sillonner une partie des canaux en barque et mieux appréhender la richesse biologique de ce vaste ensemble si souvent méconnu. Le marais de Pousseau est protégé au niveau européen dans le cadre du réseau de protection des espaces naturels de grande valeur patrimoniale Natura 2000, et est inscrit dans une zone naturelle d'intérêt écologique, faunistique et floristique (ZNIEFF) de type I (petits espaces homogènes).

## Description
Le marais de Pousseau s'inscrit dans un ensemble de marais littoraux et arrière-littoraux couvrant une partie de la presqu'île d'Arvert. Si certains ont été reconvertis en espaces de loisirs (marais du Rhâ et de Nauzan a Saint-Palais-sur-Mer et Vaux-sur-Mer) ou simplement « effacés de la carte » et lotis (marais du Font-de-Cherves), d'autres conservent un caractère plus « sauvage », comme ceux de Bréjat, de Saint-Augustin, de Pontaillac et de Chenaumoine. 
La hauteur moyenne du marais est de 2 mètres. Il est bordé à l'ouest par le plateau de Saint-Pierre et les hauteurs de La Garenne et de Montperrier, s'étend le long de la combe de la Coudraye et est entaillé au nord par deux « presqu'îles » au relief moyennement accentué, particulièrement au « Peu Blanc », petite colline de 26 mètres de haut qui ménage une vue d'ensemble sur le marais. À l'est, il suit le Fief de la Motte et le plateau de Belmont. 
Un cordon dunaire sépare à l'origine le marais de Pousseau de l'estuaire de la Gironde, qui est naturellement drainé par un petit ruisseau, le riveau de Pousseau ou « Grand riveau ». Au Moyen Âge, on y installe des salines, véritable « or blanc » qui permet la conservation des aliments.

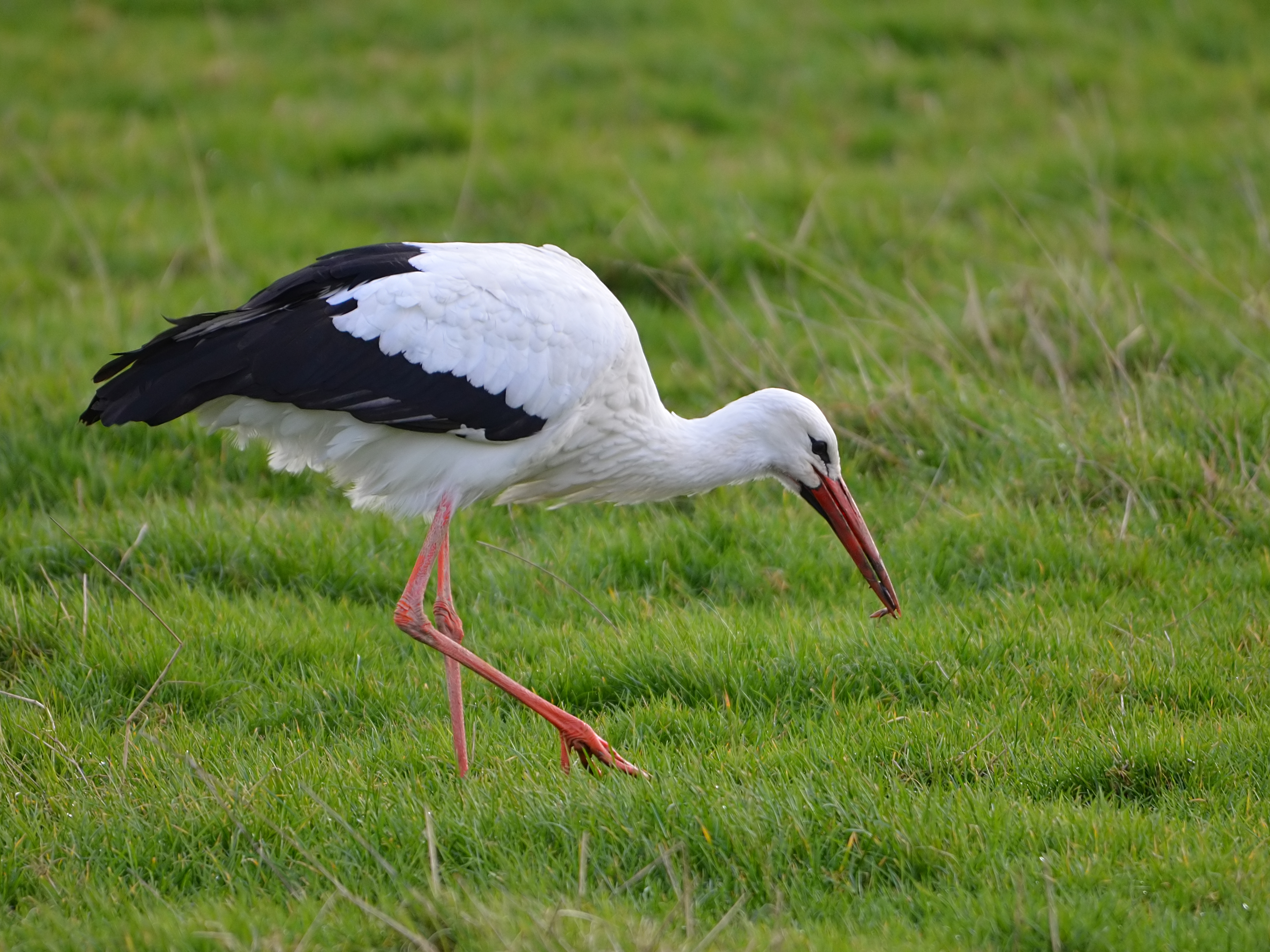
La cigogne blanche est un des hôtes du marais.

Au XVIIIe siècle, des chantiers navals sont aménagés au débouché du marais de Pousseau. Au siècle suivant, alors qu'est importée d'Angleterre la mode des bains de mer, une ordonnance du maire interdit les « dépôts de terre, bourriers sur la conche entre le port et le Grand riveau (Pousseau) ». La dune est progressivement plantée de pins, suivant un procédé éprouvé ailleurs (dans les Landes de Gascogne voisines mais aussi dans la forêt de la Coubre), puis lotie, formant un nouveau quartier résidentiel (Le Parc). Le Grand riveau est canalisé. Après-guerre, les architectes décident de transformer une partie du marais en un espace vert, baptisé « La Tache verte ». La partie intérieure du marais n'est pas ou peu urbanisée, et conserve sa vocation de zone de pâturage pour les bovins, qui contribuent à entretenir naturellement le marais. La culture extensive du maïs y est également développée.
De petites routes de campagne permettent de se promener au travers des marais, entre Bernon, Monsonge (Royan) et Pousseau (Médis). Les milieux déterminants sont les prés salés méditerranéens et atlantiques, les eaux eutrophes, les prairies humides et les mégaphorbiaies. Dans les fossés fleurissent iris jaune, phragmites et nénuphars. De nombreuses espèces d'oiseaux, pour qui les marais sont un site de reproduction et/ou de migration peuvent y être observées : rousserolle turdoïde, martin-pêcheur d'Europe, cigogne blanche, cigogne noire, busard des roseaux, pie-grièche écorcheur, milan noir, etc.